# 荒河戸畔
荒川戸畔（あらかとべ、生没年不詳）は、古代日本の豪族・紀国造族の一人。

## 概要
『古事記』では木国造荒河刀辨、荒河刀辨、『先代旧事本紀』「天孫本紀」では紀伊荒川戸俾、系図史料では荒河刀辨命と表記される。
天道根命の4世孫または5世孫で、子には美智支真止乃命と崇神天皇の后である遠津年魚眼眼妙媛がいる。また「天孫本紀」では遠淡海国造や久努国造、小市国造、矢田部氏、矢集氏の祖である大新河命の妻・中日女が紀伊荒川戸俾の子とされている。